# 8 (album Siergieja Łazariewa)
8 — dziewiąty album studyjny rosyjskiego piosenkarza Siergieja Łazariewa wydany 26 listopada 2021 roku przez Sony Music Russia.

## Lista utworów
Sporządzono na podstawie materiału źródłowego
| Nr. | Tytuł utworu                                                          | Długość |
| --- | --------------------------------------------------------------------- | ------- |
| 1   | Дурман (Durman)                                                       | 3:33    |
| 2   | Третий (Tretij)                                                       | 2:58    |
| 3   | Ароматом (Aromatom)                                                   | 3:17    |
| 4   | Облака (Oblaka)                                                       | 3:39    |
| 5   | НеОдиночки (NieOdinoczki)                                             | 4:07    |
| 6   | Я не могу молчать (Deep Version) (Ja nie mogu molczat (Deep Version)) | 3:30    |
| 7   | Мечтатели (Miecztatieli)                                              | 3:43    |
| 8   | Танцуй (Tancuj)                                                       | 3:17    |